# شهد عبود
شهد عبود، ولدت ونشأت في الناصرة لأبوين كانا لاعبين ومدرّبين لكرة السلّة. كان الأب "هاني" يدرّب فرق الرجال والسيّدات في الناصرة، والأمّ "منى" من اللاعبات المعروفات في القطاع وشقيق شهد الأصغر "منعم" كان يلعب أيضًا - في قسم الشباب في يزرعيل. عندما كانت طفلة بدأت تلعب كرة السلّة في نادي مكابي الناصرة المحلّي، في الصفّ الثامن انتقلت للّعب في قسم البنات في هبوعيل عيمك يزرعيل. ومن ثمّ احترفت 4 سنوات في دوري الجامعات بصفوف فريق تكساس الأمريكيّ، وبعدها عادت للبلاد لتلعب بدوري الدرجة العليا مع هبوعيل بيتح تكفا وفي هذا الموسم بصفوف رمات هشارون .

## المسيرة المهنيّة
كان موسم 2017/18 مع فريق هبوعيل بيتاح تكفا هو الموسم الأوّل لعبّود في الدوري الممتاز. واستمرّت عبّود في الفريق لموسم آخر كقائد للفريق   في موسم 2019/20 ، انتقلت للّعب في نادي AS رمات هشرون. سجّلت عبود معدّل 12.2 نقطة في المباراة الواحدة، وتمّ اختيارها كأفضل لاعبة لهذا الموسم ومن بين الخمسة الأوائل أيضًا لهذا الموسم في استطلاع لمدرّبي الدوري. في العام 2020 ضاعف عبّود عدد النقاط الّتي سجّلَتها مقارنة بالعام الماضي (2019) من 5.7 إلى 12.2 نقطة في اللعبة. وفي موسم 2020/21، وقّعت شهد مع مكابي حيفا.
في عامي 2010 و2011، شاركت مع المنتخب الوطنيّ في بطولات أوروبّا من الدرجة الثانية تحت سنّ 16 عامًا والّتي أقيمت في مقدونيا ورومانيا. كقائدة في بطولة رومانيا، سجّلت 7.3 نقطة واستحوذت على 3.6 كرة مرتدّة في المباراة الواحدة.